# Robert Budzynski
Robert Budzynski   (Calonne-Ricouart, 21 de maig de 1940 - Nantes, 17 de juliol de 2023) fou un futbolista francès d'origen polonès.

## Selecció de França
Va formar part de l'equip francès a la Copa del Món de 1966.